# 21º Gruppo
Il 21º Gruppo Tigre è un reparto volo, operativo dell’Aeronautica Militare facente parte del 9º Stormo Francesco Baracca, e basato sull'Aeroporto di Grazzanise (CE), operante su territorio nazionale e internazionale in operazioni di "Combat SAR" ed in supporto alle Operazioni speciali, con elicotteri HH 212/A AMI-SAR e HH 212-ICO, e dalla fine del 2019 su HH-101A.
Il 21º Gruppo Tigre trae origine dal 21º Gruppo caccia terrestre. È inquadrato nella 1ª Brigata aerea "operazioni speciali".

## Storia

### Nella Regia Aeronautica

#### Prima guerra mondiale

Il centauro, primo stemma di Gruppo

Il XXI Gruppo fu costituito a Salonicco il 25 maggio 1918, con la circolare del Regio Esercito Italiano del giorno precedente, con in carico le Squadriglie 73ª Squadriglia Nieuport e 111ª Squadriglia SAML operanti nel Corpo di spedizione italiano in Macedonia, ed il Deposito Aereo Avanzato di Dudlar, con il comandante interinale Capitano Mario Ajmone Cat che disponeva anche di una squadriglia ed una sezione francesi. Il reparto svolse 384 voli di guerra, 27 combattimenti, oltre 3000 fotografie e 145 bombardamenti, diretti 90 tiri di artiglieria prima di rientrare in Italia dove fu sciolto il 15 agosto 1919.
Per i meriti di guerra e temerarietà dimostrata, allo scioglimento del XXI Gruppo Aeroplani nell’Agosto del 1919, le onorificenze di Gruppo sono le seguenti: 17 medaglie d’argento al Valore, 3 medaglie di bronzo al Valore, 2 Croci di Guerra, e due promozioni per meriti di guerra.

#### Seconda guerra mondiale

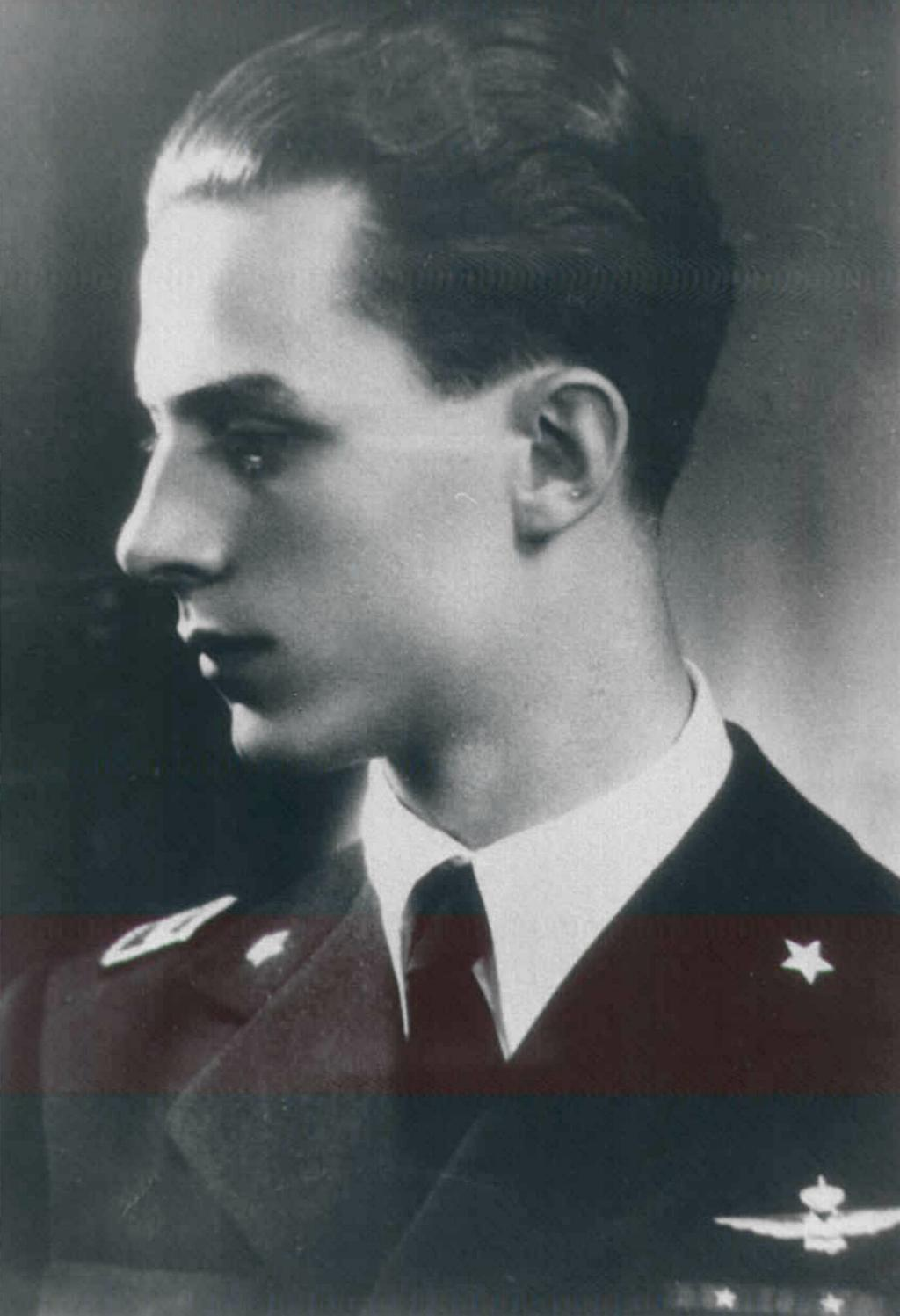
L'asso Giuseppe Cenni (MOVM) al 21º Gruppo

Fu ricostituito nel 1939 come Gruppo Autonomo e alla costituzione del 51º Stormo, il 1º ottobre 1939, vi entrò a far parte, insieme al 20º Gruppo, sull'Aeroporto di Ciampino Sud, alle dipendenze della 3ª Zona Aerea. Il Gruppo, all'epoca, era composto dalla 354ª, 355ª e 356ª Squadriglia: come spesso accadeva, andando a far parte di uno Stormo di nuova costituzione, per renderli subito ad un tasso di operatività elevato, venivano assegnati piloti di esperienza e valore. Un esempio fu il leggendario Giuseppe Cenni, Medaglia d'oro al valor militare, tra i migliori assi da caccia della Guerra in Spagna e il futuro asso dei tuffatori, che fu assegnato alla 354ª Squadriglia. Il gruppo dapprima era equipaggiato con velivoli FIAT G.50 e poi su MC.200 
Al 10 giugno 1940 era al comando del Magg. Giovanni Buffa a Ciampino Sud con la 354ª (11 G 50), 355^ (8 G 50 e 2 Fiat C.R.32) e 356 (8 G.50) decentrata sull'Aeroporto di Capodichino. 
Durante tutta la Seconda Guerra Mondiale, il 21º Gruppo C. T. prese parte alle operazioni di difesa aerea del territorio Nazionale operando nei cieli dell’Italia Meridionale con i velivoli MC.200 e MC.202, con l’intermezzo, a cavallo del 1942-43, della Campagna italiana di Russia (ARMIR) inquadrato nell'8ª Armata (Regio Esercito).
Durante l'offensiva dell'aprile 1941, nell'ambito della Campagna italiana di Grecia, la 356ª Squadriglia va con 9 MC 200 all'Aeroporto di Bari-Palese.
Dopo l'8 settembre 1943, nel breve periodo di cobelligeranza, il 21º Gruppo C. T. operò sempre dalla Puglia, anche con Caccia Reggiane Re-2001 (solo per breve periodo) e Macchi C.205 ricevuti dal 20º Gruppo che era transitato sugli Spitfire serie V, fino al gennaio 1945.

### Nel Dopoguerra
Finita la Guerra, con la costituzione dell'Aeronautica Militare denominato 21º Gruppo, sempre inserito nell’organico del 51º Stormo, transitò anch'esso sugli Spitfire della serie IX. Il Comando del 51º Stormo procedette in breve tempo alla definizione di nuove procedure, assegnando così i seguenti nominativi radio: "Pante per il 155º Gruppo (Pantera), Leo per il 20º Gruppo (Leone), Tigre per il 21º Gruppo (da qui poi il nuovo stemma e nome del Gruppo). Lo Stormo, e di conseguenza i Gruppi, ricevettero l'ordine di trasferirsi su alcuni aeroporti dell'Italia Settentrionale; il 2 Luglio del 1947 il 21º Gruppo lasciò l'aeroporto di Galatina per trasferirsi a Vicenza, ma dato che l'aeroporto era ancora inagibile si trasferì sull'Aeroporto di Treviso-Sant'Angelo,. L'8 Luglio 1947 il 21º Gruppo con gli Spitfire IX si trasferì sull'aeroporto di Vicenza, ma a metà del 1948 il reparto veniva nuovamente, e per il momento definitivamente, trasferito sull'aeroporto di Treviso. Il compito del reparto in quel periodo era di effettuare missioni di intercettazione contro sorvoli non autorizzati, e nella conduzione di missioni anti-contrabbando in coordinamento con i mezzi di superficie della Marina Militare; nel frattempo venivano gettati gli iniziali presupposti addestrativi per la futura conversione del reparto in caccia-bombardiere.
Agli inizi del 1950 il reparto transitava per breve periodo sugli SAI Ambrosini S. 7, e poi nel 1951 con i P-47 Thunderbolt D35. Nel Novembre del 1951 lo Stormo, e di conseguenza il 21º Gruppo, entravano a far parte della 56ª TAF della NATO, e nell'Ottobre del 1952 il Gruppo abbandonava i Thunderbolt per transitare sui primi reattori, gli F-84G. Poiché la pista di Treviso era inadeguata ai nuovi jet, il 21º Gruppo si trasferì sulla base di Aviano. Il 1º Luglio 1953 con l'organico dei piloti che mano a mano andava ingrossandosi, alle tradizionali Squadriglie 351ª e 386ª venivano ad affiancarsi la 387ª e 388ª Squadriglia.
Nel Febbraio del 1954 nuovo trasferimento con destinazione l'aeroporto di Istrana, di nuova costruzione e scelto come sede definitiva del 51º Stormo. Il giorno 19 Giugno 1957, giorno dell'inaugurazione, lo Stormo riceve, dalle mani del Presidente della Repubblica Italiana Luigi Einaudi, la Medaglia d'Oro al Valor Militare (M.O. V. M.) per i fatti di guerra.
Negli anni tra il 1957 e 1960 il 21º Gruppo vedeva una progressiva sostituzione dei propri velivoli, dapprima con gli F-84 F Thunderstreak, poi con i più potenti e sofisticati Sabre F-86K; questi ultimi, dotati di un buon sistema radar di bordo, permettevano al Gruppo di assumere, il 1º Aprile 1959, la denominazione C.O.T. (Caccia Ogni Tempo). Il 1º Giugno dello stesso anno, secondo un programma di riorganizzazione delle forze aerotattiche, la 51ª Aerobrigata (divenuta tale il 2 Febbraio 1953 con l'avvento dei velivoli a getto) assumeva nuovamente la denominazione di Stormo, ed inglobava nei propri ranghi i tre Gruppi (6°, 17° e 23°) dal 1º Stormo Caccia in procinto di disciogliersi e divenire 1º Stormo Missili. Da tale fusione il 21º Gruppo assorbiva quasi completamente il 17º Gruppo dal quale ereditava parte del personale, il ruolo di Intercettore su F-86K ed il nuovo nominativo radio "Dingo" con sommo disappunto dei veterani, disappunto che non fu mai placato fino alla riassegnazione del nominativo radio "Tigre", avvenuto sulla Base di Cameri.
Ceduti i propri velivoli al 12º Gruppo di Gioia del Colle nei primi mesi del 1963, piloti e specialisti venivano invitati a frequentare i vari corsi di qualificazione, in Italia e all'estero, per la conversione sul nuovo caccia bisonico F-104G "Starfighter". Il 1º Settembre 1963 il personale si radunava sulla Base di Grosseto, dove nel frattempo era stato rischierato il comando di Gruppo agli ordini del Magg. Pil. Luigi Merighi. Da qui, terminata la conversione e ritirati i nuovi velivoli dalla ditta, il Gruppo veniva trasferito sulla Base di Cameri (NO); i primi velivoli, con il numero 51 in fusoliera ed il Gatto Nero sulla deriva, vi giungevano il 16 Aprile 1964 ed il trasferimento si completava il 23 Aprile successivo.
Nel tardo autunno del 1965, a seguito del rifacimento della pista della Base madre, il Gruppo si rischierava temporaneamente sull base di Grosseto, è di quel periodo l'inizio del progressivo distacco dal 51º Stormo che lo porterà ad assumere, verso la fine del 1966, la configurazione di Gruppo Autonomo caratteristica per il numero 21 in fusoliera mantenendo l'emblema del Gatto nero sulla deriva.
Il 1º Aprile 1967 veniva ufficialmente ricostituito il 53º Stormo ed il 21º Gruppo ne diventava il reparto operativo, la livrea dei velivolo subiva una nuova modifica con l'apposizione, in fusoliera, del numero 53 e, per la prima volta, delle "tigri rampanti" sulle due prese d'aria. Nel corso dello stesso anno il Gruppo tagliava il traguardo delle 10.000 ore di volo su F-104 al termine di una missione di intercettazione radar condotta dal Ten. Pil. Giuseppe Amico; erano passati poco più di tre anni dal primo volo sul nuovo velivolo!
L'anno successivo, il 1968, il reparto, forte del riacquisito stato di Gruppo Tigre (in questo periodo fu adottata ufficialmente l’effigie della tigre quale stemma del Reparto con il motto Ad hostes rugens - ruggendo contro il nemico -), chiedeva ed otteneva di partecipare al suo primo Tiger Meeting svoltosi sulla base canadese di Lahr, in Germania; a quel primo raduno, teso a saggiare le possibilità offerte dal nuovo e particolare appuntamento, vi partecipa una cellula di quattro velivoli comandata dal Magg. Umberto Gambini; valutate in modo più che positivo le opportunità addestrative offerte dal raduno, il reparto entrava in pianta stabile nella "Tiger Community" (prestigiosa associazione di Gruppi Alleati aventi per emblema la tigre, che si riunisce annualmente per un periodo di esercitazione denominato Tiger meet), partecipando anno dopo anno agli eventi successivi.
Il 2 Aprile del 1971 giungeva a Cameri il primo velivolo F-104S meglio equipaggiato e con motore leggermente più potente della versione G. Con la nuova versione veniva notevolmente semplificato l'utilizzo dell'apparato radar di bordo e venivano notevolmente incrementate le possibilità di armamento, e la loro efficacia, con l'introduzione dei missili AIM-7 Sparrow a guida radar utilizzabili in tutte le condizioni meteorologiche, oltre ai già presenti AIM-9B Sidewinder.
Nel settembre del 1972 il Gruppo tagliava il traguardo delle 25.000 ore di volo su F-104, e due mesi dopo il reparto cedeva l'ultimo F-104G in dotazione, e completava l'assegnazione dei più moderni F-104S.
Il 1º Luglio 1973, in considerazione dell'ormai ridotto numero di piloti in forza alle Squadriglie, si procedeva ad un riassetto delle stesse ponendo in posizione quadro la 388ª Squadriglia.

F-104S 21º Gruppo al Royal International Air Tattoo 1991

Il 2 Marzo 1982 veniva dato corso ad un radicale cambiamento seguendo una divisione di competenze all'interno dello Stormo, la Sezione Tecnica del Gruppo veniva elevata al rango superiore di Centro Manutenzione (C.M.) e posta al servizio del 453º Gruppo STO (Servizi Tecnici Operativi); il 30 Aprile dello stesso anno il nuovo sodalizio superava il prestigioso traguardo dell 50.000 ore di volo prodotte e volate; testimoni del particolare evento il T.Col. Bruno Bellucci ed il T.Col. Fulvio Milana al termine di un volo di trasferimento da Trapani Birgi a Cameri.
Il 18 Dicembre 1989 giungeva a Cameri la prima coppia di velivoli F-104S modificati ASA (Aggiornamento Sistema d'Arma); l'aggiornamento interessava principalmente parte dell'avionica di bordo e dell'elettronica applicata al radar con un miglioramento delle sue possibilità di scoperta e discriminazione delle tracce. Dopo pochi mesi l'aggiornamento si completava con l'immissione dei nuovi missili all'infrarosso AIM-9L Sidewinder, ed a guida radar Selenia Aspide. In un paio d'anni venivano aggiornati tutti gli F-104S con il programma ASA.
Il 7 Maggio 1993 il Ten. Franco Bosio, al termine di una missione condotta a bassissima quota, raggiungeva e superava, casualmente con il velivolo 21, il traguardo delle 75.000 ore di volo del Gruppo su velivolo F-104.

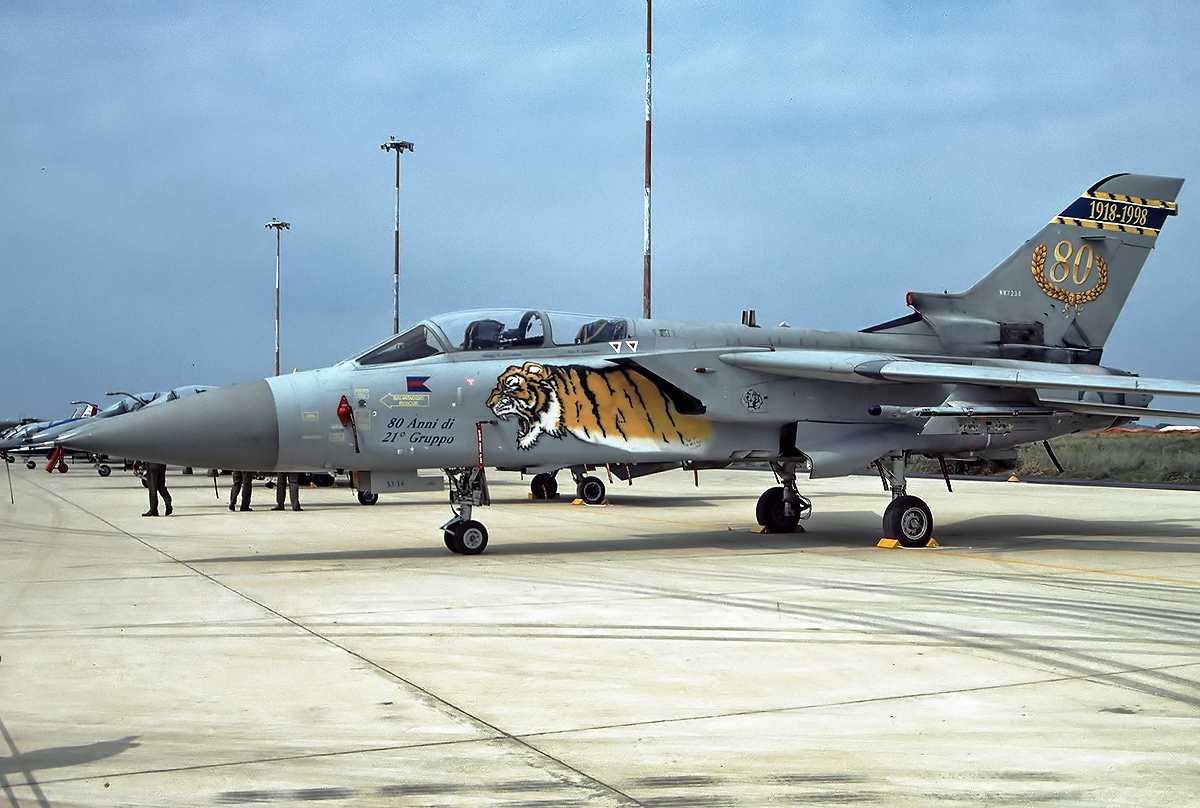
Tornado in livrea speciale 80º anniversario

Il 26 Settembre 1996, dopo il Tiger Meet di Beja, in Portogallo, dove il 21º Gruppo sfoggiò l'ultimo special color su F-104, si effettuò l'ultimo volo su F-104 in quanto il reparto stava transitando sul nuovo velivolo Tornado F.3 ADV. Il 14 Febbraio 1997 il 21º Gruppo prendeva in carico il primo Tornado F.3 ADV ed entro l'estate ne completava l'organico con dodici velivoli.
L'anno successivo, il 1998, durante il Tiger Meet di Lechfeld (20 km a sud di Augsburg) il 21º Gruppo si aggiudica, per la prima volta l'ambitissimo trofeo, la Silver Tiger, data al reparto che maggiormente si distingue durante l'esercitazione. In questo periodo si apre la crisi Balcanica, ed il 21º Gruppo è chiamato a rischierarsi sulla Base di Gioia del Colle per prendere parte alle operazioni NATO.
Il 29 luglio 1999 il reparto fu trasferito all'Aeroporto di Gioia del Colle, entrando a far parte dell’organico del 36º Stormo.
Dal 1º marzo 2001, dopo aver operato a bordo del nuovo velivolo anche in operazioni fuori dai confini nazionali a protezione delle Forze NATO nei cieli di Bosnia e del Kosovo, il 21º Gruppo è messo in posizione quadro.

### Gruppo elicotteri

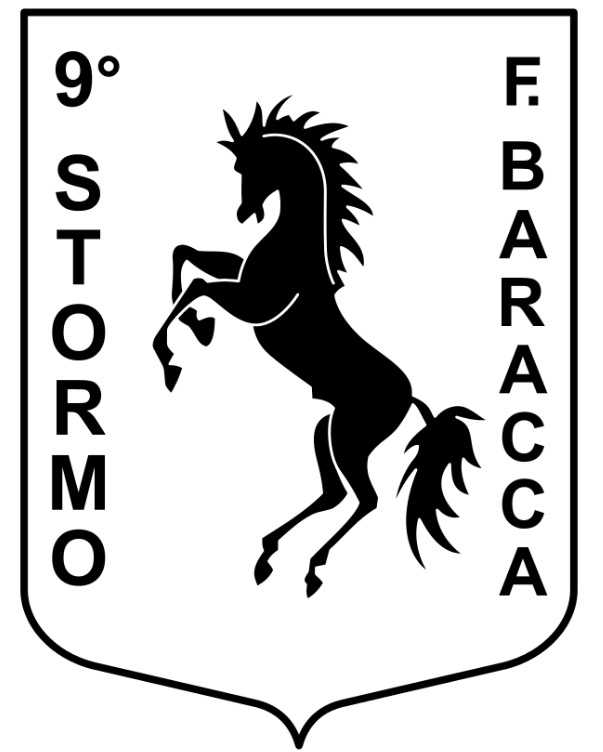
Il Cavallino rampante, stemma del 9º stormo

Nel 2006 il 21º Gruppo volo fu ricostituito tra le file del 9º Stormo "Francesco Baracca", all'Aeroporto di Grazzanise, con in dotazione gli elicotteri Agusta Bell AB212.
Il nuovo compito era assicurare il supporto aereo alle Forze speciali italiane (SAOS), il recupero di personale isolato o in difficoltà (Personnel Recovery, PO), l'intercettazione di velivoli lenti (Slow Mover Interceptor) e fornire un apporto alle operazioni di ricerca e soccorso (C-SAR).
Il primo impegno nella nuova veste operativa è il 23 aprile 2006, quando il 21º Gruppo è stato rischierato in seno al Reparto distaccato del 9º Stormo "Italian Task Force Air" presso l'Aeroporto Internazionale di Kabul, Afghanistan nell'ambito della missione multinazionale International Security Assistance Force effettuando ricognizioni armate, evacuazioni mediche, trasporti tattici-utility. 

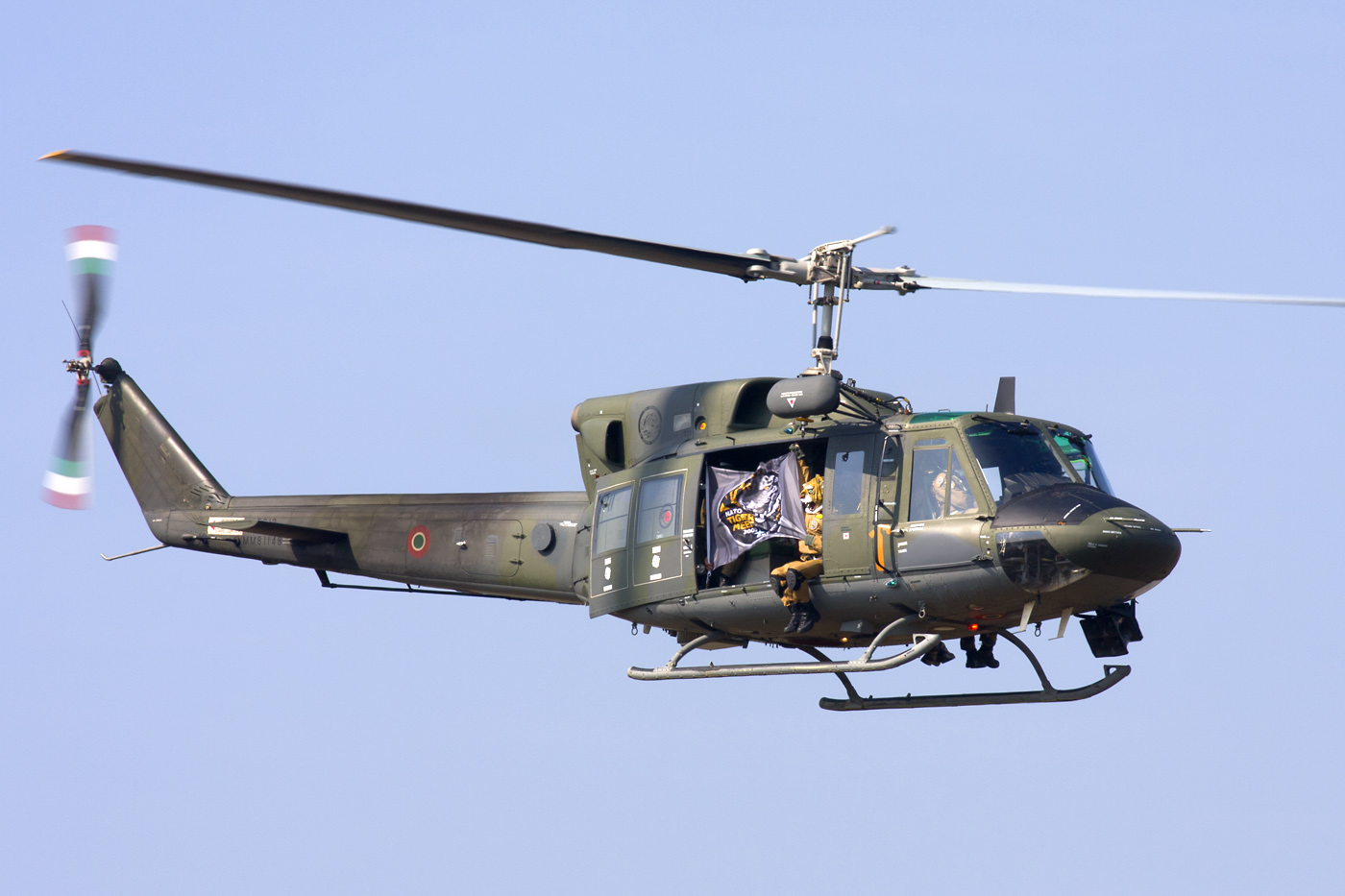
AB-212 del 21º Gruppo

Dal 1º luglio 2007, tutto il 9º Stormo, è passato alle dipendenze della 1ª Brigata aerea "operazioni speciali" di Roma e contestualmente ha ripreso la partecipazione ai "NATO Tiger Meet" .
Nel 2008 (anno in cui ricorreva il 90º anniversario dalla costituzione del 21º Gruppo) lo Stormo ha ricevuto il premio Targa di Loreto per l'attività svolta in Afghanistan.
Il contributo al servizio di ricerca e soccorso nazionale (S.A.R.), negli ultimi anni ha visto numerosi interventi del Gruppo in occasione di calamità naturali, come ad esempio il Terremoto dell'Aquila del 2009 e l'Alluvione di Messina del 2009.
Nel 2011 gli equipaggi del 21º Gruppo hanno ricevuto un riconoscimento per i soccorsi a sostegno della popolazione civile dopo l'Alluvione di Sarno e Quindici del 1998, salvando circa 240 persone.
Il ruolo di Slow Mover Interceptor (SMI) è realizzato durante i grandi eventi e con continuità durante il Giubileo straordinario della misericordia sui cieli di Roma.
Nell’anno 2015, durante l’esercitazione internazionale Nato Tiger Meet, presso la base aerea di Konya (Turchia), il Gruppo si è aggiudicato per la seconda volta il trofeo “Silver Tiger”.
Nel gennaio 2017 il 21º Gruppo rischierato sulla base dell'Aeroporto di Rieti, dell'Aeroporto di Pescara e Teramo, in concorso con il dispositivo di Protezione Civile, ha partecipato ai soccorsi a favore delle popolazioni del Centro Italia colpite prima dal sisma e poi dall’emergenza neve. In tale occasione ha preso parte all’intervento a favore dei superstiti della Valanga di Rigopiano.
Nel maggio del 2017 ha rischierato sull'Aeroporto di Sigonella (CT) due elicotteri HH 212/A nella versione ICO per attività S.M.I. (Slow Mover Interceptor) in occasione del G7 del 2017 di Taormina.

## La denominazione "Tigre"
Il 1º Gennaio del 1944 anche il 21º Gruppo, fino ad allora autonomo ed inglobato insieme al 4º Stormo e 51º Stormo nel Raggruppamento Caccia, entrava a far parte del 51º Stormo, ed in tale contesto si riorganizzavano le varie Squadriglie con una nuova ridistribuzione tra i tre Gruppi; a ristrutturazione avvenuta il 21º Gruppo si ritrovava organizzato sulla 386ª Sq. (già appartenente al 21°) e, cedendo la 356ª Sq., sulla nuova 351ª Sq. ereditata dal 155º Gruppo ed ancora titolare del nominativo “Tigre”.
L’intuizione di adottare per l’intero Gruppo il nominativo della 351ª Sq., che tanto si era distinta nei precedenti anni di conflitto, fu un fatto del tutto naturale ed immediatamente successivo all’accorpamento; ci si accorse però che associato al nominativo mancava l’emblema che potesse degnamente rappresentare il Gruppo e il suo nominativo. Come sempre avviene in questi casi, il personale anziano del 21° Gr, memore dei tragici fatti accaduti in Tunisia al 7º Gruppo, che aveva come emblema la tigre e della quale ancora si conservava il prestigioso ricordo, propose di far risorgere di quell’emblema.
La definitiva consacrazione a Gruppo Tigre la si celebrò nel Luglio del 1946 con l’avvento, nei vari reparti italiani e particolarmente nel 51º Stormo, dei “nuovi” velivoli ceduti dagli Alleati, i MUSTANG e gli SPITFIRE; queste macchine, dotate di potenti ed affidabili impianti rice-trasmittenti, richiedevano infatti per il loro impiego una precisa codifica del nominativo radio al fine di evitare pericolose interferenze nella gestione dell’attività di volo di ciascuna componente.
In conseguenza di ciò il 51º Stormo adottò i seguenti nominativi:
- “Pante” per Pantere al 155° Gr. che montava sui Mustang P-51D (ridenominati F-51D secondo il nuovo standard);
- “Leo” per Leone al 20° Gr. che montava su velivoli Spitfire IX;
- “Tigre” al 21° Gr. che montava su velivoli Spitfire IX;

Nel 1959 il 17° Gr. veniva integralmente assorbito dal 21° Gr., il quale conservava il numero 21 e parte del personale, mentre nuovi divenivano il ruolo – intercettore –, il velivolo F-86K, lo stemma ed il nominativo radio – DINGO.
Il 10 ottobre 1966 durante l’annuale festa di reparto. Giungeva da Istrana l’Aiutante di Battaglia Walter “Walterino” OMICCIOLI (Tigre 18 degli anni dal 1945 al 1960) con un quadro raffigurante una grossa Tigre, e recante la dedica “Al 21º Gruppo dal 51”. Durante l’evento il quadro veniva a forza spinto nelle mani del Comandante della Base affinché lo consegnasse al Comandante di Gruppo, l’allora Maggiore Stelio Nardini (che fu poi Capo di Stato Maggiore); questa piccola cerimonia, fatta alla presenza del Comandante di Regione, fu di fatto trasformata in atto formale; il 21º Gruppo era ufficialmente riconosciuto il 1º Gennaio 1967 con la separazione completa e definitiva dal 51º Stormo; pochi mesi dopo, il 1º Aprile 1967, venne ricostituito il 53º Stormo nel quale il 21º Gruppo divenne il reparto operativo.

### Il NATO Tiger Meet
Il NATO Tiger Meet ha origine nel 1960 quando il 79° TFS americano, equipaggiato con F-100 e basato a Woodbridge (G.B.), ed il 74° SQN inglese equipaggiato con Lighting e basato a Colishall, decisero di riunirsi sull’aeroporto di Woodbridge per un reciproco scambio di informazioni sulla crescente potenziale minaccia proveniente dai Paesi del Patto di Varsavia, ed anche per un generale miglioramento dei rapporti di amicizia e di reciproca collaborazione.
Il comune soggetto dei loro emblemi, la tigre, diede origine al nome.
Nel Luglio 1961 fu esteso l’invito di partecipazione a tutti i reparti del Patto Atlantico che avessero come emblema la tigre.
Nell’anno 1962, sempre sulla Base Aerea di Woodbridge, i gruppi che parteciparono alla seconda edizione del “Tiger Meet” furono otto in rappresentanza di USA, Inghilterra, Francia, Germania, Belgio, e Canada.
Nel 1968, in Germania, il “Tiger Meet” fu organizzato dai Canadesi del 439° SQN basati a Lahr; risale proprio a quell’anno la prima partecipazione italiana; il 21º Gruppo, ottenuta l’autorizzazione ufficiale a fregiarsi nuovamente dell’emblema della tigre rampante, ebbe il permesso di partecipare, come osservatore, a quell’edizione.
In Italia il “Tiger Meet” venne organizzato per la prima volta nel Giugno del 1973, in quell’occasione vi parteciparono undici reparti.
La ventunesima edizione del “Tiger Meet”, che si tenne nel Giugno del 1980, fu nuovamente organizzata dal 21° Gr., in quell’occasione vi parteciparono 47 Gruppi volo in rappresentanza di dodici Nazioni, e precisamente: Italia, Australia, Belgio, Canada, Francia, Germania Federale, Grecia, Inghilterra, Norvegia, Portogallo, Turchia, e naturalmente USA.
Ci fu un terzo “Tiger Meet” organizzato a Cameri dal 21º Gruppo, il ventottesimo della serie, che si tenne nel Luglio del 1988 e con la partecipazione di ventitré Gruppi volo.
Nel 1998 l’esercitazione si svolse sulla Base Aerea di Lechfeld, in Germania, ed il 21º Gruppo vinse per la prima volta il silver trophy, la “tigre d’argento”, per il massimo punteggio ottenuto nell’esercitazione.
Il 21º Gruppo vi prese parte nuovamente, insieme alla 351ª Squadriglia del 12º Gruppo, nel 2007, l’anno dopo la sua riattivazione in seno al 9º Stormo, vincendo per la seconda volta la silver tiger nel 2015, al Tiger Meet svoltosi sulla Base Aerea di Konya in Turchia.
Il Tiger Meet ha una durata media di una settimana, durante la quale ogni giornata è dedicata all’addestramento congiunto, al quale vengono aggiunte attività complementari all’attività di volo, dalle gare di orientamento e sopravvivenza degli equipaggi, alla stima e riconoscimento delle minacce passando per le gare di resistenza fisica.

## Velivoli storici
Nieuport 11
Nieuport 17
Nieuport 27
SPAD
Hanriot HD.1
SAML S.2
Pomilio PE
SVA 5
Fiat C.R.32
FIAT G.50
Macchi M.C.200
Macchi M.C.202
Reggiane Re.2001
Macchi M.C.205
Spitfire Mk IX
Republici P-47D
F-84G
F-84F
F-86K
Lockeed/FIAT F-104G
FIAT/Aeritalia F-104S
Aeritalia/Alenia F-104S ASA
Panavia Tornado ADV
HH212/A - AMI SAR
HH212 - ICO

## Galleria d'immagini

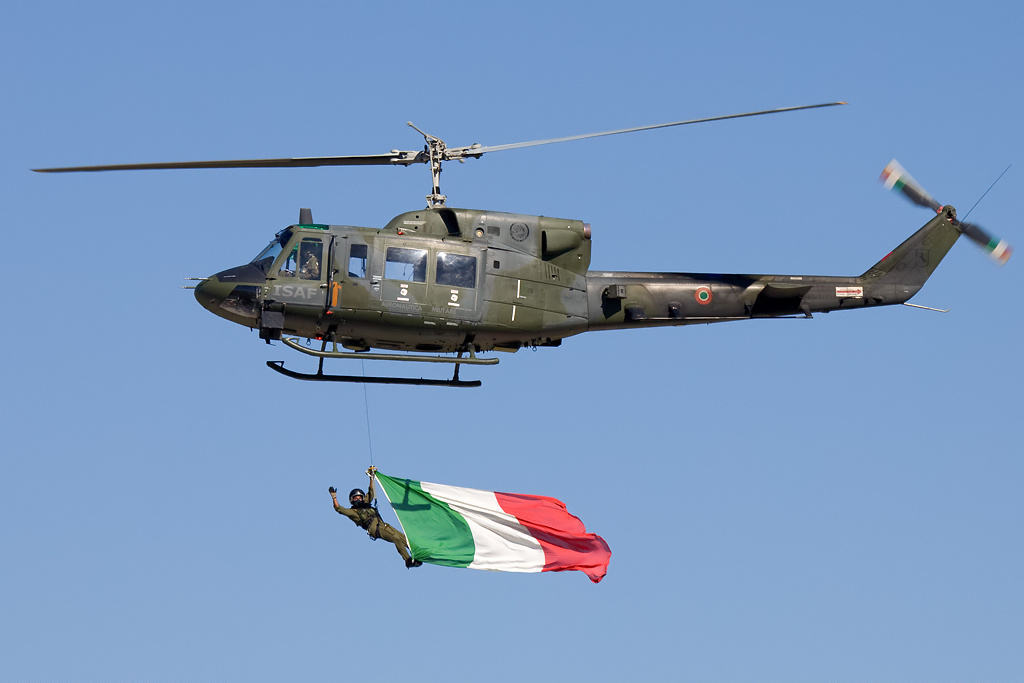
21º Gruppo Agusta AB-212
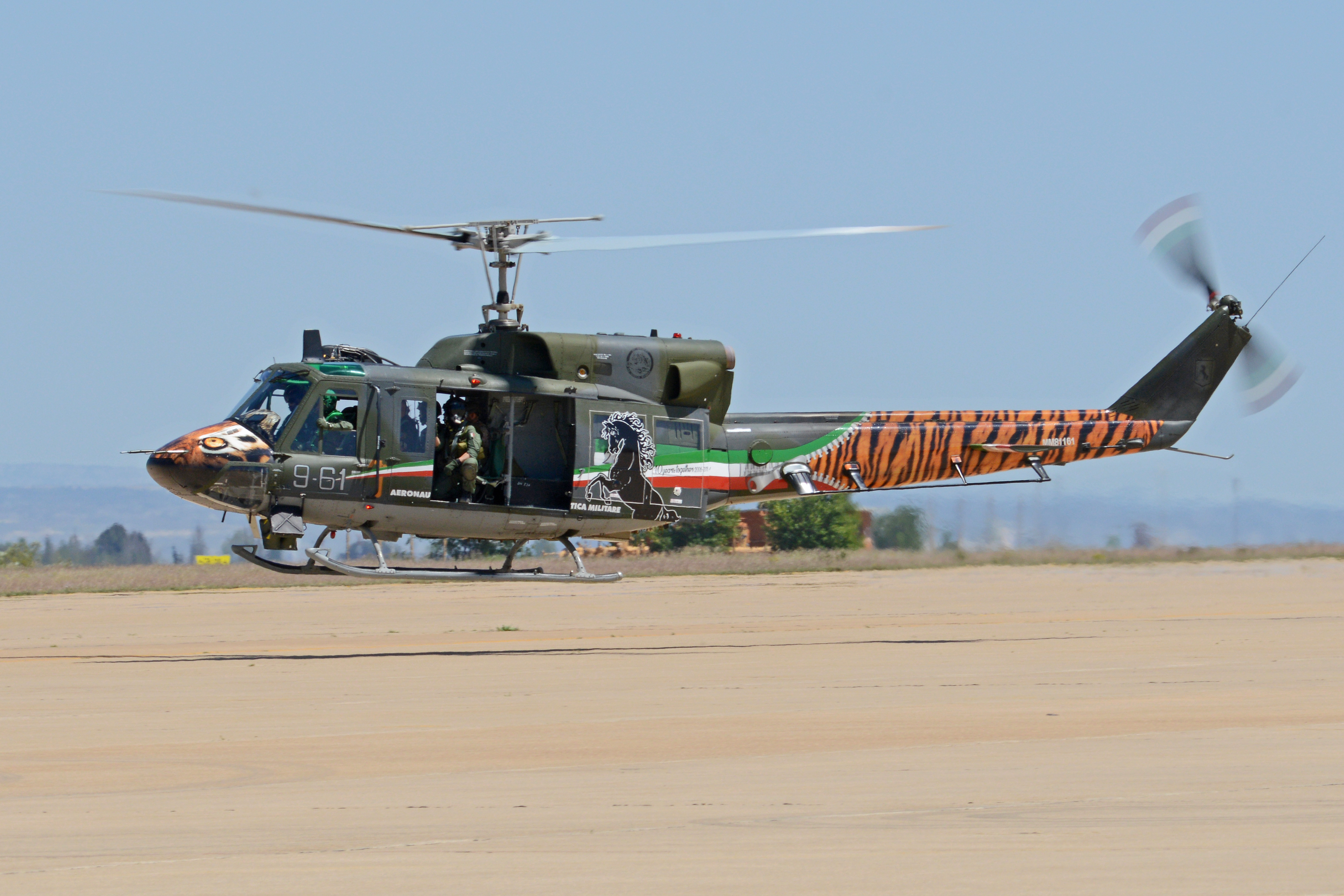
HH 212 21º Gruppo Tiger Meet 2016 Saragozza (Spagna)